# فوركس (واشنطن)
فوركس (بالإنجليزية: Forks, Washington)‏ هي مدينة تقع في الولايات المتحدة في مقاطعة كلالام، واشنطن. يقدر عدد سكانها بـ 3,532 نسمة ومساحتها 9.45 كم2 وترتفع عن سطح البحر 91 متر.

## التركيبة السكانية
قام مكتب تعداد الولايات المتحدة بتحديد بيانات التركيبة السكانية لفوركس في تعداد الولايات المتحدة. في ما يلي، التركيبة السكانية حسب تعدادي 2000 و2010.

### تعداد عام 2000
بلغ عدد سكان فوركس 3,120 نسمة بحسب تعداد عام 2000، وبلغ عدد الأسر 1,169 أسرة وعدد العائلات 792 عائلة مقيمة في المدينة. في حين سجلت الكثافة السكانية 854.8 نسمة لكل ميل مربع (330.0/كم2). وبلغ عدد الوحدات السكنية 1,361 وحدة بمتوسط كثافة قدره 435.6 نسمة لكل ميل مربع (168.2/كم2).
وتوزع التركيب العرقي للمدينة بنسبة 81.47% من البيض و 5.03% من الأمريكيين الأصليين و 1.51% من الأمريكيين ذوي الأصول الآسيوية و 0.16% من سكان جزر المحيط الهادئ و 0.42% من الأمريكيين الأفارقة و 8.49% من الأعراق الأخرى و 2.92% من عرقين مختلطين أو أكثر. فيما شكل الهسبانيون أو اللاتينيون من أي عرق نسبة 3.54% من السكان.
بلغ عدد الأسر 1,169 أسرة كانت نسبة 36.9% منها لديها أطفال تحت سن الثامنة عشر تعيش معهم، وبلغت نسبة الأزواج القاطنين مع بعضهم البعض 49.4% من أصل المجموع الكلي للأسر، ونسبة 11.4% من الأسر كان لديها معيلات من الإناث دون وجود شريك، وكانت نسبة 32.2% من غير العائلات. تألفت نسبة 24.6% من أصل جميع الأسر من أفراد ونسبة 7.4% كانوا يعيش معهم شخص وحيد يبلغ من العمر 65 عاماً فما فوق. وبلغ متوسط حجم الأسرة المعيشية 3.15، أما متوسط حجم العائلات فبلغ 2.65.
بلغ العمر الوسطي للسكان 31 عاماً. وكانت نسبة 11.1% بين الثامنة عشر والأربعة وعشرون عاماً، ونسبة 27.2% كانت واقعةً في الفئة العمرية ما بين الخامسة والعشرون حتى والأربعة وأربعون عاماً، ونسبة 22.1% كانت ما بين الخامسة والأربعون حتى الرابعة والستون، ونسبة 9.1% كانت ضمن فئة الخامسة والستون عاماً فما فوق. يوجد لكل 100 أنثى 111.7 ذكر، ويوجد لكل 100 أنثى في الثامنة عشر من عمرها فما فوق 108.9 ذكر.
بلغ متوسط دخل الأسرة في المدينة 34,280 دولار، أما متوسط دخل العائلة فبلغ 38,844 دولار. وكان متوسط دخل الذكور 35,718 دولار مقابل 23,690 دولار للإناث. وسجل دخل الفرد الخاص بالمدينة 13,686 دولار. وكانت نسبة 14.6% من العائلات ونسبة 20.5% من السكان تحت خط الفقر، وكان من هؤلاء نسبة 25.7% تحت سن الثامنة عشر ونسبة 12.4% في الخامسة والستين من العمر وما فوق.

### تعداد عام 2010
بلغ عدد سكان فوركس 3,532 نسمة بحسب تعداد عام 2010، وبلغ عدد الأسر 1,264 أسرة وعدد العائلات 849 عائلة مقيمة في المدينة. في حين سجلت الكثافة السكانية 967.7 نسمة لكل ميل مربع (373.6/كم2). وبلغ عدد الوحدات السكنية 1,374 وحدة بمتوسط كثافة قدره 376.4 لكل ميل مربع (145.3/كم2).
وتوزع التركيب العرقي للمدينة بنسبة 67.7% من البيض و 6.6% من الأمريكيين الأصليين و 1.2% من الأمريكيين ذوي الأصول الآسيوية و 0.1% من سكان جزر المحيط الهادئ و 0.5% من الأمريكيين الأفارقة و 5.9% من عرقين مختلطين أو أكثر.
بلغ عدد الأسر 1,264 أسرة كانت نسبة 40.9% منها لديها أطفال تحت سن الثامنة عشر تعيش معهم، وبلغت نسبة الأزواج القاطنين مع بعضهم البعض 46.0% من أصل المجموع الكلي للأسر، ونسبة 13.5% من الأسر كان لديها معيلات من الإناث دون وجود شريك، بينما كانت نسبة 7.7% من الأسر لديها معيلون من الذكور دون وجود شريكة وكانت نسبة 32.8% من غير العائلات. تألفت نسبة 25.3% من أصل جميع الأسر من أفراد ونسبة 8.2% كانوا يعيش معهم شخص وحيد يبلغ من العمر 65 عاماً فما فوق. وبلغ متوسط حجم الأسرة المعيشية 3.16، أما متوسط حجم العائلات فبلغ 2.72.
بلغ العمر الوسطي للسكان 31.3 عاماً. وكانت نسبة 29.2% من القاطنين تحت سن الثامنة عشر، وكانت نسبة 10.3% بين الثامنة عشر والأربعة وعشرون عاماً، ونسبة 27.6% كانت واقعةً في الفئة العمرية ما بين الخامسة والعشرون حتى والأربعة وأربعون عاماً، ونسبة 23.2% كانت ما بين الخامسة والأربعون حتى الرابعة والستون، ونسبة 9.7% كانت ضمن فئة الخامسة والستون عاماً فما فوق. وتوزع التركيب الجنسي للسكان بنسبة 51.5% ذكور و48.5% إناث.